# IC 4856
IC 4856 est une galaxie irrégulière magellanique barrée. Elle est située dans la constellation du Télescope. Sa vitesse par rapport au fond diffus cosmologique est de 3 233 ± 11 km/s, ce qui correspond à une distance de Hubble de 47,7 ± 3,3 Mpc (∼156 millions d'al). Cette galaxie a été découverte par l'astronome américain DeLisle Stewart en 1901.
La classe de luminosité d'IC 4856 est V-VI et elle présente une large raie HI.
IC 4856 forme une paire de galaxies avec NGC 6788,.

## Deux anneaux mystérieux

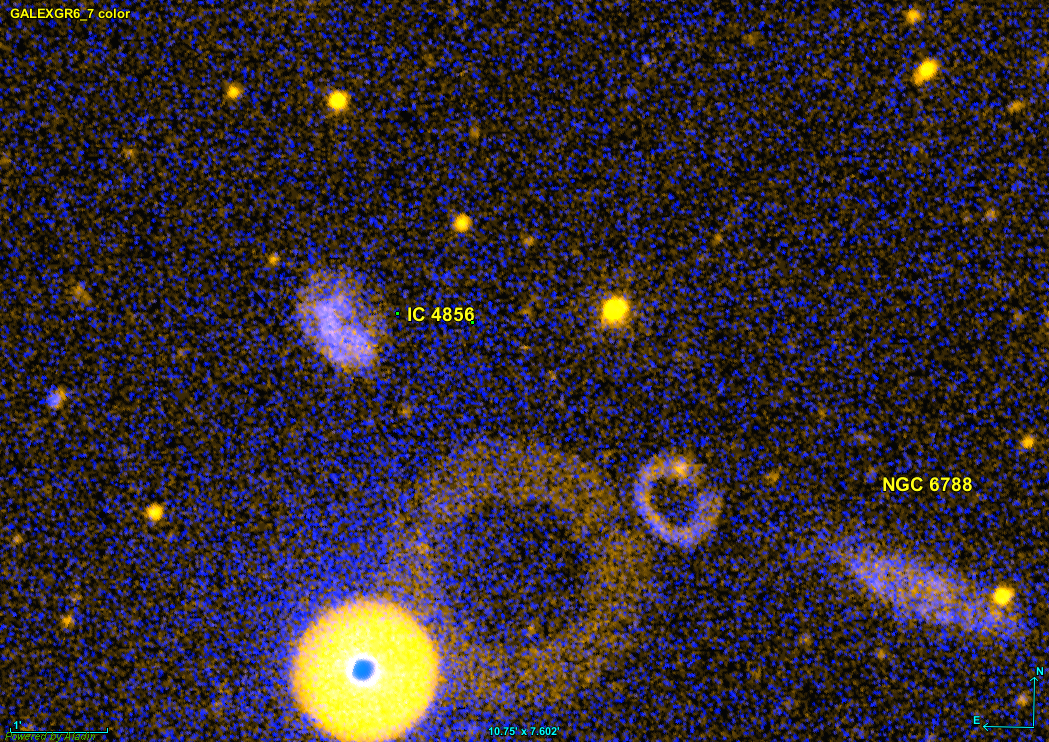
IC 4856, NGC 6788 et deux anneaux mystérieux.

L'image réalisée à l'aide des données captées par GALEX dans le domaine de l'ultraviolet montre deux anneaux mystérieux au sud-ouest d'IC 4856 et à l'est de NGC 6788. Le logiciel Aladin ne peut identifier ces objets. Il s'agit probablement d'artéfacts produits par l'instrumentation, car on retrouve quelquefois ces anneaux près d'étoiles brillantes dans les images de GALEX.

## Groupe de NGC 6753
Selon A. M. Garcia IC 4856 fait partie du groupe de NGC 6753. Ce groupe de galaxies renferme au moins sept membres : NGC 6753, NGC 6758, NGC 6780, IC 4832, IC 4856, ESO 384-26 et ESO 384-33.